# 藓生马先蒿
藓生马先蒿（学名：Pedicularis muscicola）为列当科马先蒿属的植物，为中国的特有植物。分布在中国大陆的山西、陕西、湖北、青海、甘肃等地，生长于海拔1,750米至2,650米的地区，多生长在杂林、冷杉林的苔藓层中以及其他阴湿处，目前尚未由人工引种栽培。